# Джузепе Бенедето Котоленго
Джузепе Агостино Бенедето Котоленго (на италиански: Giuseppe Agostino Benedetto Cottolengo) е италиански свещеник, основател на Малката къща на Божието провидение и на конгрегациите, свързани с нея: монаси, монахини и свещеници на Котоленго.
Обявен е за католически светец от папа Пий XI през 1934 г. Чества се на 30 април.
Считан е за един от торинските „Социални светци“ – група религиозни лица и миряни от град Торино (Северна Италия) от периода 19 – 20 век, които се посвещават на благотворителни и социални дейности в града.

## Биография
Котоленто е роден на 3 май 1786 в град Бра, Сардинско кралство. Той е първото от 12-те деца на Джузепе Антонио Котоленго и на Бенедета Киароти. Родът Котоленго е с провансалски произход, тъй като дядо му Джузепе идва в град Бра от село Сен Пон дьо Барселонет във френския департамент Алп Маритим. Става въпрос за семейство на предприемчиви търговци на тъкани. Техните бизнес умения са предадени и на самия Котоленго, който се оказва доста способен в икономическото управление на делата си. Брат му Агостино Котоленго става известен и ценен художник. Майка му, родом от Савиляно, е много религиозна жена и му придава принципите на християнския живот.
Юношеството на Котоленго се обуславя от трагичните събития, свързани с Френската революция и с последвалото нашествие в Пиемонт на френските войници на Наполеон I. По-голямата част от следването му по богословие, започнало на 5 декември 1802 г., се провежда тайно, първо в родния му град Бра и след това в град Асти, към чиято епархия по онова време принадлежи Бра.
Той е ръкоположен за свещеник на 8 юни 1811 г. в параклиса на Торинската семинария от монсеньор Паоло Джузепе Соларо – епископ на Суза, и на следващия ден чества първата си литургия в своя роден град. През ноември 1813 г. е назначен за заместник-енорийски свещеник в село Корнелиано д'Алба. С упадъка на Наполеон и с наближаването на Реставрацията той успява да възобнови следването си на богословие в Торино през 1814 г. и се дипломира с почетна грамота и отличие на 14 май 1816 г. През 1818 г. е повикан в Конгрегацията на канониците на торинската Базилика „Корпус Домини“. Там той е апостол на изповедта, утешител на болните и помощник на бедните в продължение на 9 години.
Въпреки това с течение на времето у Котоленго се заражда дълбоко неудовлетворение от живота. Неговият началник го съветва да прочете биографията на Св. Викентий де' Пол, което спомага за съзряването на неговото човешко и духовно измерение.
На 2 септември 1827 г. Котоленго е повикан в Торино на смъртното легло на французойката Жан Мари Гоне, бременна в шести месец и болна от туберкулоза. Тя е откарана от съпруга ѝ в няколко болници в града, но не е приета за хоспитализация в нито една от тях, защото неизбежните кръвотечения биха могли да предизвикат епидемия сред другите майки и бебета (по онова време няма антибиотици). Изправен пред огромната агония на младата жена, оставена да умре заедно с новороденото си бебе в мизерна конюшня, заобиколена от болката на трите ѝ плачещи деца, Котоленго чувства вътрешна необходимост да създаде място, където може да бъде удовлетворена нуждата от болнични грижи, неудовлетворими другаде. Оттогава нататък животът му е воден от мотото „Милосърдието на Исус ни подтиква!“ (на лат. Caritas Christi urget nos!).
С помощта на няколко жени и с лични средства на 17 януари 1828 г. той открива в центъра на Торино (на ул. Palazzo di Città 19) Мястото на бедните болни на Корпус Домини, нар. още „Малката болница с червения свод“.
Вследствие на опасенията от епидемията от холера, избухнала в Торино през 1831 г., правителството му нарежда да прекрати хоспитализациите. Той се премества в район Валдоко на торинския квартал Борго Дора, където купува къща. В нея на 27 април 1832 г. Котоленго основава с помощта на д-р Лоренцо Гранети Малката къща на Божието провидение, по-известна с името на нейния основател: Котоленго, която съществува и през 2019 г. Постепенно се раждат многобройни групи, които той нарича „семейства“: болницата за болните, домът за възрастни мъже и жени, семействата на глухонемите, епилептиците, умствено увредените, наречени „добри синове“ и „добри дъщери“. Известни лекари и фармацевти, както и доброволци и благопожелатели са на разположение на бедните и на делото на Котоленго.
В служба на дейността си той основава различни религиозни конгрегации:
- Монахините викентианки (1833) – в служба на болницата му, която вече е с 200 легла;
- Монахини на Божията пасторка (1841) – за грижа в подготовката на пациентките за тайнствата;
- Босите кармелитки (1839), посветени на съзерцателния живот;
- Монахините на суфража[3] (1840) за шивашките дейности;
- Покайващите се монахини на Света Тайда (1840) за блудниците;
- Милосърдните сестри (1841) в служба на умиращите;
- Братята на Св. Викентий в помощ на пациентите;
- Отците на Пресветата Троица за осъществяване на тайнствата;
- Младежкия клон на Томазините за семинаристите, желаещи да станат свещеници.

Котоленго освен това създава и няколко религиозни семейства: Религиозния институт на монахините, Братята и Обществото на свещениците – и трите кръстени на него.
През 1833 г. крал Карл Алберт Савойски издига делото му във фондация и го номинира за рицар на Маврикианския орден.
Прекарва последните дни от живота си в град Киери (Пиемонт) в дома на брат си Луиджи, също свещеник, където умира на 30 април 1842 г. на 55-годишна възраст вследствие на заразяване с коремен тиф от пациент. Погребан е в Торино, в един от параклисите на Главната църква на Малката къща на Божието Провидение.

## Култ
За своето дело Котоленго е беатифициран от папа Бенедикт XV на 29 април 1917 г. и е обявен за светец на Католическата църква на 19 март 1934 г. от папа Пий XI.
Папа Бенедикт XVI го цитира в първата си енциклика Deus caritas est от 25 декември 2005 г. сред „отличните модели на социална благотворителност за всички хора с добра воля“. Мисионерският опит на котоленгистите присъства днес в Европа, Азия, Африка, Северна и Южна Америка.
Град Торино му посвещава улица в квартал Аурора. Улица на името му има и в град Пиза.
На него са посветени различни църкви в Италия като тези в Торино, Генуа и Гросето.
Той е действащо лице в романа The Didived Lady (1960) на шотландския писател Брус Маршал. В италиански филм „Нещо наум. Св. Джузепе Бенедето Котоленго“ от 2006 г. със сценарист и режисьор Паоло Дамосо в ролята на Котоленго е Масимо Вертмюлер.

## Произведения
- Fiori e profumi, raccolti dai detti del ven. p. Giuseppe Cottolengo, a cura di Bartolomeo Roetti, Torino, tipografia Salesiana, 1892;
- Fede, ma di quella. Detti di s. Giuseppe Cottolengo, Torino, Cottolengo, 1978;
- Fiori e profumi, raccolti dai detti di san Giuseppe Benedetto Cottolengo, nuova edizione con annotazioni critiche, a cura di Lino Piano, Torino, Piccola Casa della Divina Provvidenza, 1997;
- Detti e pensieri, a cura di Lino Piano, Milano, Edilibri, 2005.

### Писма
- Epistolario, introduzione e note di fratel Domenico Carena, Torino, Piccola Casa della Divina Provvidenza
  - 1. Lettere ai parenti e agli amici di gioventù, revisione del testo sugli originali e traduzione dal latino di don Lino Piano, Torino, Piccola Casa della Divina Provvidenza, 1973;
  - 2. Lettere alle suore, a cura di un gruppo di cottolenghini, Torino, Piccola Casa della Divina Provvidenza, 1974;
  - 3. Lettere alle autorità e ai collaboratori, a cura di un gruppo di cottolenghini, Torino, Piccola Casa della Divina Provvidenza
- Carteggio di san Giuseppe Benedetto Cottolengo (1786 – 1842), a cura di Lino Piano, Torino, Piccola Casa della Divina Provvidenza, 1975.